# Стара Маскара
Стара Маскара́ (рос. Старая Маскара) — присілок у складі Білокатайського району Башкортостану, Росія. Входить до складу Білянківської сільської ради.
Населення — 120 осіб (2010; 145 у 2002).
Національний склад:
- башкири — 94 %